# 巨头高原鳅
巨头高原鳅（学名：Triplophysa zamegacephala）为輻鰭魚綱鯉形目條鳅科高原鳅属的鱼类，俗名巨头条鳅。在中国，分布于新疆克陶苏巴什湖、琼块勒巴什湖和布伦口、皆属盖孜河流域以及新疆巴楚县楚巴什海子等，常栖息于浅水小河以及湖泊岸边石下或水草从中，體長可達15.3公分。该物种的模式产地在新疆巴楚县楚巴什小海子。

## 扩展阅读
維基物種上的相關：巨头高原鳅